# 戈亚图巴
戈亚图巴是巴西戈亚斯州的一个市镇。总面积2475.107平方公里，总人口32066人，人口密度13人/平方公里。